# Зурабашвили, Авлипий Давидович
Авлипий Давидович Зурабашвили (груз. ავლიპი ზურაბაშვილი; 2 [15] февраля 1902, — 15 августа 1994) — грузинский психиатр и нейроморфолог, академик АН Грузинской ССР (1955), академик АМН СССР (1960).

## Биография
Родился в 1902 году.
В 1926 году — окончил медицинский факультет Тбилисского государственного университета, затем работал в университете на кафедре психиатрии.
С 1931 по 1937 годы — аспирант, старший научный сотрудник Института мозга имени В. М. Бехтерева.
В 1937 году — защитил докторскую диссертацию, посвященную описанию закономерностей морфологического развития лобных долей коры большого мозга человека.
С 1938 года — директор Института психиатрии имени М. М. Асатиани и одновременно (до 1968 года) — заведующий кафедрой психиатрии Тбилисского медицинского института.
Умер в 1994 году, похоронен в Дидубийском пантеоне Тбилиси.

## Научная деятельность
Автор около 280 научных работ, в том числе 14 монографий по различным проблемам: психиатрии и морфологии нервной системы.
Предложил онтогенетическую классификацию зрительных бугров мозга человека и описал подъядра в медиальных, участках их (1934).
Основные труды посвящены проблемам нозологии, нейродинамики и терапии шизофрении, патоархитектоники и электроэнцефалографии шизофрении и эпилепсии. В области психологии и патопсихологии личности, а также деонтологии он развивает персонологическое направление.
В области тонкой морфологии центральной нервной системы обосновал и развил концепцию синапсо- и патосинапсоархитектоники, показал особую ранимость дендритных отростков и синаптических образований коры больших полушарий; выдвинул положение о структурно-динамической обратимости тончайших изменений паренхиматозных образований нервной ткани.

### Сочинения
- Психиатрия, Тбилиси, 1939, 1948;
- Материалы по патоархитектонике лучевого поражения, Тбилиси, 1956 (совм, с Нанейшвили Б. Р.);
- О современном уровне теории шизофрении, Тбилиси, 1958;
- Проблемы психологии и патопсихологии личности, Тбилиси, 1967;
- Вопросы психиатрии, Тбилиси, 1969;
- Актуальные проблемы персонологии и клинической психиатрии, Тбилиси, 1970;
- La deontologie consideree du point de vue evolutionniste Evolut. psychiat., t. 38, p. 405, 1973;
- Теоретические и клинические искания в психиатрии, Тбилиси, 1976.

## Награды
- Два ордена Ленина
- Орден Трудового Красного Знамени
- медали
- Заслуженный деятель науки Грузинской ССР (1946)
- Премия имени И. Р. Тархнишвили (Тарханова) АН Грузинской ССР (1955) — за исследования по синапсоархитектонике
- Премия имени В. М. Бехтерева АМН СССР (1963) — за теоретические исследования в области психиатрии